# Deutsche Volleyball-Bundesliga 1974/75 (Männer)
Die Saison 1974/75 der Volleyball-Bundesliga war die erste Ausgabe dieses Wettbewerbs. Der TSV 1860 München wurde ohne Punktverlust Deutscher Meister. Neuwied und Paderborn mussten absteigen.

## Mannschaften
In der ersten Saison spielten die acht Mannschaften SSF Bonn, 1844 Freiburg, USC Gießen, Hamburger SV, TSV 1860 München, USC Münster, GTRV Neuwied und VBC Paderborn-Petershagen in der Bundesliga.

## Tabelle
| #  | Verein      | Punkte | Sätze |
| -- | ----------- | ------ | ----- |
| 1. | München     | 28:0   | 42:7  |
| 2. | Münster     | 22:6   | 34:13 |
| 3. | Bonn (M)    | 16:12  | 33:22 |
| 4. | Hamburg (P) | 14:14  | 26:27 |
| 5. | Gießen      | 12:16  | 23:31 |
| 6. | Freiburg    | 8:20   | 20:36 |
| 7. | Neuwied     | 8:20   | 19:36 |
| 8. | Paderborn   | 4:24   | 12:37 |

|     | Absteiger in die 2. Bundesliga   |
| (M) | Meister der Vorsaison            |
| (P) | Pokalsieger der Vorsaison        |
| (N) | Aufsteiger aus der 2. Bundesliga |